# Russian Roulette (EP của Red Velvet)
Russian Roulette là mini album thứ ba của nhóm nhạc nữ Hàn Quốc Red Velvet, được SM Entertainment phát hành vào ngày 7 tháng 9 năm 2016.

## Bối cảnh
Cho dù đã đưa ra thông báo rằng Red Velvet sẽ có một đợt comeback vào mùa hè, mãi tới tận cuối tháng 8 SM Entertainment mới tung ra thông tin về đợt trở lại của các cô gái vào tháng 9. Sau khi nhá hàng bức ảnh teaser đầu tiên vào ngày 1 tháng 9, công ty thông báo rằng nhóm sẽ phát hành mini album thứ ba vào ngày 7 tháng 9, với 7 bài hát trong album. Mini album cũng như bài hát chủ đề sẽ mang tên Russian Roulette.

## Bài hát chủ đề
Ca khúc chủ đề của mini album - "Russian Roulette" là một bài hát thuộc thể loại synthpop mang hơi hướng arcade với nguồn âm 8-bit mang phong cách retro.

## Danh sách bài hát
| STT              | Nhan đề                          | Phổ lời          | Phổ nhạc                                                       | Thời lượng |
| ---------------- | -------------------------------- | ---------------- | -------------------------------------------------------------- | ---------- |
| 1.               | "Russian Roulette" (러시안 룰렛) | Jo Yoon-kyung    | Albi Albertsson Belle Humble Markus Lindell                    | 3:31       |
| 2.               | "Lucky Girl"                     | Kenzie           | Hayley Aitken Ollipop                                          | 3:23       |
| 3.               | "Bad Dracula"                    | Jo Yoon-kyung    | Choi Suk-jin Tomas Smågesjø Nermin Harambasic Courtney Woolsey | 3:08       |
| 4.               | "Sunny Afternoon"                | Jung Joo-hee     | Simon Petrén Andreas Öberg Maja Keuc Kim One                   | 4:00       |
| 5.               | "Fool"                           | 1월8일           | Malin Johansson Josef Melin                                    | 3:54       |
| 6.               | "Some Love"                      | Kenzie           | Kenzie                                                         | 3:17       |
| 7.               | "My Dear"                        | Hwang Hyun       | Hwang Hyun                                                     | 3:35       |
| Tổng thời lượng: | Tổng thời lượng:                 | Tổng thời lượng: | Tổng thời lượng:                                               | 24:48      |

## Lịch sử phát hành
| Khu vực       | Ngày               | Định dạng  | Hãng đĩa                   |
| ------------- | ------------------ | ---------- | -------------------------- |
| Toàn thế giới | 7 tháng 9 năm 2016 | Tải về     | SM Entertainment           |
| Hàn Quốc      | 7 tháng 9 năm 2016 | CD, tải về | SM Entertainment, KT Music |